# Doman Katalin
Doman Katalin (Székesfehérvár, 1959. április 30. –) magyar karmester és karvezető.

## Pályafutása
A Zeneakadémián oboaszakon végzett tanulmányokat, majd 1982-ben Párkai István osztályában középiskolai énektanár és karvezető diplomát, 1986-ban Kórodi András, Lukács Ervin és Ligeti András vezetésével karmesteri diplomát szerzett. Részt vett Kurt Masur, Franco Ferrara és Somogyi László mesterkurzusain. 1982-től a Színművészeti Akadémia, 1984-től a Népszínház operatársulatának korrepetitora majd másodkarmestere. 1986 óta az Operaház tagja, mint vezénylő korrepetitor.